# Vuurstuitheidesluiper
De vuurstuitheidesluiper (Hylacola pyrrhopygia synoniem: Calamanthus pyrrhopygius) is een zangvogel uit de familie Acanthizidae (Australische zangers).

## Verspreiding en leefgebied
Deze soort is endemisch in het zuidoosten van Australië en telt drie ondersoorten:
- H. p. pyrrhopygia: van noordoostelijk New South Wales tot zuidoostelijk Zuid-Australië.
- H. p. parkeri: Mount Lofty Ranges (zuidoostelijk Zuid-Australië).
- H. p. pedleri: zuidelijk Nationaal park Flinders Ranges (zuidoostelijk Zuid-Australië).

## Status
De grootte van de populatie is niet gekwantificeerd maar de soort wordt omschreven als schaars. Op de Rode lijst van de IUCN heeft deze soort de status niet bedreigd.